# Евеліна Ель Хаддад
Евеліна Гассан Ель Хаддад (араб. ايفلينا غسان الحداد; нар. 30 квітня 2005, Харків, Україна) — ліванська футболістка, півзахисниця «Ілевен Футбол Про» та національної збірної Лівана.

## Клубна кар'єра
Дорослу футбольну кар'єру розпочала 2019 року в ліванському клубі «Ілевен Футбол Про».

## Кар'єра в збірній
У футболці дівочої збірної Уельсу (WU-15) на дівочому чемпіонаті Західної Азії (WU-15) 2019 року в Йорданії. У футболці національної збірної Лівана дебютувала 24 серпня 2021 року в нічийному (0:0) поєдинку Арабського кубку 2021 року проти Тунісу.

## Особисте життя
Ель Хаддад навчався в коледжі де ла Сент Франсез в Джунії, Ліван.